# Canardière

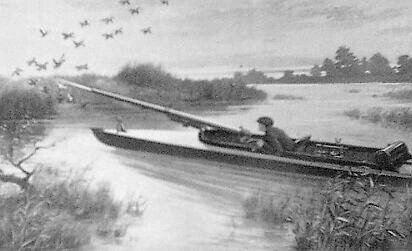
Une canardière prête à l'action.

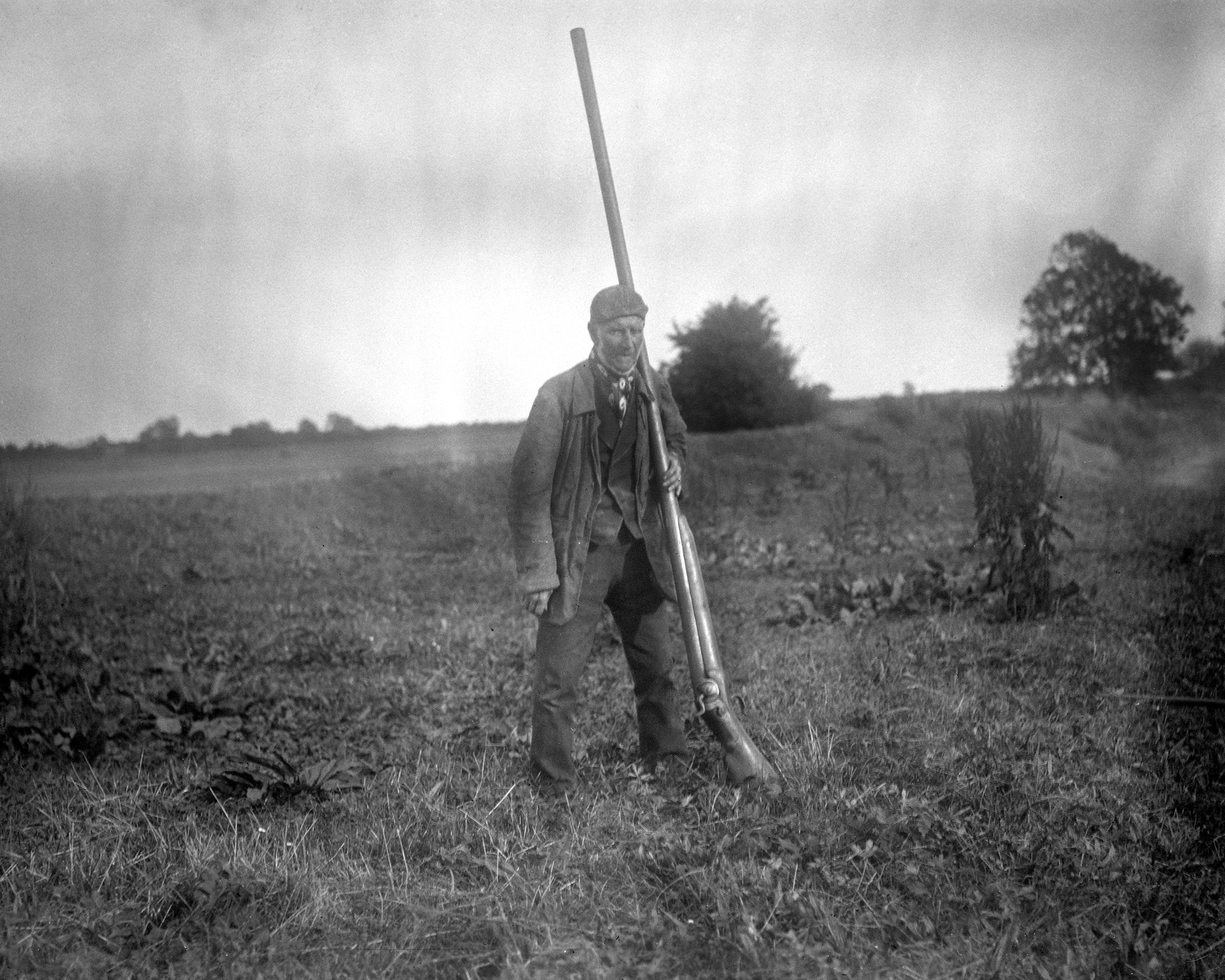
Un homme posant avec une canardière afin de montrer sa taille.

Une canardière est un type de très grand fusil de chasse (dérivé de l'arquebuse), lourd et peu maniable, mais capable d'abattre un grand nombre de gibier d'eau en un seul tir. Cette arme était utilisée au XIXe siècle et au début du XXe siècle.
Canardière désignait aussi un lieu de chasse au canard, dans une zone humide. Ce mot est retrouvé dans certains lieux-dits en France et au Québec. 

## Principe
Le principe est d'abattre un maximum d'oiseaux d'un seul tir lorsqu'ils sont posés sur l'eau, car le bruit d'une détonation les fait s'envoler. Tirant une large gerbe de grenaille de fer ou de plombs (jusqu'à 5 onces de plomb selon l'arquebusier de la cour à Bruxelles H. Mangeot), propulsée par une double ou triple charge de poudre, certaines canardières pouvant abattre jusqu'à 50 oiseaux d'un coup.
Comme l'arme est trop lourde et a trop de recul pour être épaulée, elle est placée sur une barque, appelée punt en anglais. Alors que le nom français canardière provient de la proie, le nom anglais punt gun provient de la barque. Le chasseur s'approche et oriente la barque à la rame, restant silencieux. La barque recule avec la détonation, puis il n'y a plus qu'à aller repêcher les proies qui flottent.

## Histoire
Selon Mangeot, « généralement négligée par les arquebusiers, la canardière n'est utile que dans les pays marécageux, parsemés de lacs et d'étangs ou dans les lieux avoisinant les bords de la mer , les fleuves et les grandes rivières ».
Certains jugent qu'elle "est munie d'un canon trop long et n'ayant pas assez de fer pour supporter la charge, souvent double et quelquefois triple, dont on devrait la garnir; ou bien, la longueur démesurée du canon la rend d'un poids excessif. Chez les autres, le canon n'est pas assez long eu égard aux portées que l'on désire obtenir, et son calibre est ou trop gros ou trop étroit".
D'après l'auteur anonyme du Manuel du Chasseur (Ed : Roret), « la grande canardière devrait avoir un canon de 10 pieds, un calibre de 10 à 11 lignes de diamètre, et devrait être montée de manière que le bois accompagnât le fer sur sa longueur entière. La petite serait montée de même et son canon aurait 7 pieds de long avec un diamètre intérieur proportionné, c'est-à-dire de 7 à 8 lignes. Dans quelques circonstances , il y aurait avantage à se servir d'un grand fusil de 5 à 6 pieds de long, appelé Bécassonnier, du calibre de 14 lignes » (repris par Mangeot). 
Ces deux canardières s'utilisent « montées sur une fourche ou fourchette, tandis que le bécassonnier se tire à l'enjoue. Selon cet auteur on s'en sert pour  la chasse aux canards et aux oies sauvages, sur la Saône, la Loire et dans d'autres contrées de France ».
Selon le lieutenant-colonel Hawker cité par Mangeot, « en Angleterre les meilleures canardières étaient fabriquées par feu Joseph Manton ; Purday, arquebusier à Londres; Westley Richard's, à Birmingham; et par le sieur Burnett, de Southampton ».

Selon Mangeot une canardière « pesant de 12 à 16 livres supporte la charge de 3 onces de plomb et de 2 gros et 12 grains de poudre anglaise (...) une charge considérable. — On a fait des canons courts et épais pour faciliter le maniement de l'arme, mais les longs portent plus loin, rassemblent davantage (la grenaille) et guident mieux l'œil dans le visé. — Pour porter 4 ou 5 onces de plomb, une canardière devra peser de 18 à 20 livres, afin de pouvoir résister à cette énorme charge et atténuer le recul qu'une arme légère ne saurait supporter en pareille circonstance. — La meilleure longueur de canon varie entre 3 pieds 8 pouces anglais, minimum, et 4 pieds 4 pouces, maximum, ce qui permet à l'arme de se tirer sans fourche ; au delà, elle ne doit jamais excéder de plus de 4 à 6 fois le diamètre de son calibre. 
— La carnadière du calibre 8 pèsera 13 livres et aura un canon de 3 pieds 6 à 8 pouces; mais le canon de 4 pieds donne de meilleurs résultats quand on augmente son calibre dans une proportion analogue.
— l'auteur anglais déduit en règle générale : que si le calibre est trop fort relativement au poids du canon, l'arme recule ; que le canon trop court écarte considérablement ; qu'un fusil tiré à l'épaule recule moins que s'il est tiré sur un appui; que la crosse doit être aussi courte que possible et pentée de façon à modifier le recul de l'arme, et que, de plus, on devra toujours évider la plaque de couche en demi-cercle, afin de faciliter l'emboîtement à l'épaule ».
Le lieutenant-colonel Hawker rapporte plusieurs de ses expériences sur la canardière, et bien que ni concluantes, ni précises, ni clairement exposées, Mangeot en cite quelques-unes pour l'édification du lecteur :
- Grande canardière. — Poids de l'arme, 14 livres ; longueur du canon, 4 pieds 6 pouces; calibre 7.
- Petite canardière. — Poids total, 12 livres 1/2 ; longueur du canon, 4 pieds 5 pouces ; calibre, 7
- Fusil double. — Poids, 9 livres; longueur du canon, 2 pieds 8 pouces ; calibre, 14.

« À la distance de 60 yards (86 pas), en tirant sur 12 feuilles de papier anglais superposées, la grande canardière a mis dans le but 52 grains de plomb, dont 25 ont traversé la dernière feuille; tandis que le fusil double n'a donné que 20 plombs dans la première feuille et 18 dans la douzième. À 4 yards (64 pas), la petite canardière a porté 34 grains de plomb à travers les 12 feuilles de papier; le fusil double n'a mis que 26 grains. L'auteur ne précise ni le numéro ni de la quantité du plomb, ni le poids, ni de la qualité de la poudre quand il relate ses essais ».
L'auteur belge conseille au chasseur de se servir de grenaille de fer fondu, mais Mangeot juge que : 
1° « son peu de pesanteur en diminue la portée » ;
2° « sa dureté engendre dans la paroi interne du canon, après un certain temps de service, des cavités, chambres ou logements, qui rendent le tir non seulement incertain mais encore dangereux pour le chasseur; »
3° « et, enfin, par sa nature, il est sujet à produire des ricochets » (...).
Selon Mangeot quand on fabrique une canardière , on doit : 
1° « adopter des dimensions qui permettent de la charger avec facilité » ;
2° « conserver au canon une longueur suffisante pour en obtenir de longues portées et pour qu'à de grandes distances la charge de plomb ait une donnée bien répartie » ;
3° « maintenir à l'arme une pesanteur qui fasse obstacle au recul » ; et qu'enfin,
4° « pour que la canardière soit propre au service auquel on la destine, il faut qu'elle ait été combinée de telle sorte que la longueur de son canon soit calculée sur la base de 48 fois son diamètre »
Il n'est permis selon Mangeot de déroger à cette règle « que pour les grandes canardières dont il n'est convenable de se servir qu'aux distances considérables. Toutefois, même dans ce cas-là, on ne devra jamais dépasser la proportion de 84 fois le diamètre ; car, s'il est constant qu'une certaine longueur facilite la mise en joue, aide à ajuster, contribue à mieux rassembler et porter les projectiles, il n'en est pas moins prouvé que, dans un canon par trop allongé, le plomb est sujet, à cause des battements qu il subit dans l'intérieur du tube, soit à se déformer, ce qui lui fait perdre de sa force et de sa vitesse, soit à faire balle, ce qui détruit totalement son effet, et peut occasionner de graves accidents.) [...] La canardière qu'on tire sur une fourche doit avoir un canon renforcé au tonnerre et conditionné ainsi que suit ; longueur, culasse comprise, 1 mètre 450 millimètres. (4 pieds, 6 pouces environ) ; diamètre de l'arme, 18 millimètres (8 lignes); poids, 5 kilos (10 livres) ; d'où il suit qu'avec une monture de 2 kilos à 2,5 kilos, le poids total de l'arme ne dépassera pas 14 ou 15 livres. — La monture sera en bois de noyer, exempt de tares, et les garnitures seront en corne ou en argent-neuf. Disons, aussi, que la corne est préférable en ce que, en toute saison, elle est à l'abri de l'oxydation et, qu'en hiver, elle est moins froide que les pièces métalliques ».
— « La crosse doit être très-courte, le chasseur étant ordinairement enveloppé pour cette chasse dans des vêtements étoffés; et le fût doit accompagner le canon jusqu'à 541 ou 649 millim. au plus (1 pied 8 pouces à 2 pieds) , de sorte que la monture puisse être consolidée au moyen de deux tiroirs ad hoc. »
— « Ou se servira du vernis gras des carrossiers pour enduire le bois, le vernis des ébénistes n'étant pas composé de manière à résister longtemps à l'action des agents atmosphériques, action si destructive sur le bord des rivières, de la mer et surtout des marais ! »...
— « Afin que le chasseur soit en état de bourrer avec assurance les charges de poudre et de plomb, il aura soin de se munir d'une baguette grosse, forte et d'un bois compact, tel que : le frêne, le chêne, le serpentin et l'amaranthe ».
— « C'est ici le cas où le poli longitudinal est de rigueur pour l'intérieur du canon. Quant au mode de dressage, par exception on devra choisir le conique et avoir soin de faire donner deux numéros de plus au tonnerre qu'à l'orifice du canon, c'est-à-dire que le diamètre du calibre devra aller progressivement et insensiblement en s'élargissant, à partir de la tranche de la bouche jusqu'à la culasse, auquel point il se trouvera élargi d'environ 2 millim., soit Une ligne. Que personne ne conçoive de crainte à l'endroit de cette prétendue diminution dans l'épaisseur du canon; à coup sûr, il restera toujours assez de fer à une arme de ce poids et de cette force ». 
— « Ainsi traitée, la canardière rassemblera et portera parfaitement, surtout si on a la précaution de la nettoyer après un nombre restreint de coups de feu. — On la tire, d'ordinaire, avec 2 onces 1/2 à 3 onces de plomb , en employant le n° 1 aux petites distances et le n° 0000 aux grandes. — Pour la chasse aux cygnes et aux oies sauvages, les chevrotines seraient d'un usage avantageux si leur tir n'était pas incertain et dangereux comme il l'est, par suite de leur écartement. Pour augmenter la précision de cette arme, surtout aux grandes distances, on doit placer une visière montante sur la bascule, afin de pouvoir la régler comme la carabine ou le pistolet de tir ».
« Dans une foule de circonstances, le chasseur se trouvera bien de remplacer la canardière par un gros fusil double pouvant se tirer à l'épaule (...) MM. Eley, de Londres, confectionnent des charges de plomb, ayant la forme de cartouches, qui obtiennent d'excellents effets dans le service de la canardière (...) ces cartouches augmentent beaucoup la justesse du tir et la force de portée des projectiles. Aux courtes distances on se sert de la cartouche n° 1, proportionnée en grosseur au calibre du fusil avec lequel on veut chasser ; aux grandes dislances on se sert de la cartouche verte désignée par les lettres AAA. La charge de plomb de ces deux cartouches est de 2 onces 1/4. L'orsqu'on n'aura pas la facilité de se procurer les susdites cartouches des MM. Eley, on pourra suppléer à cette privation par le procédé suivant : enrouler du vieux linge sur un mandrin, en bois ou en métal, d'une grosseur un peu moindre que celle du calibre de l'arme; assurer au linge la forme cylindrique au moyen de la colle forte; le tuyau étant sec, coller une bourre dans l'intérieur du tube, à l'une de ses extrémités ; glisser la charge de plomb, préalablement mélangée avec de la fécule de pommes de terre et, à défaut, avec de la sciure de bols ou mieux de la poussière d'os, ainsi que le pratiquent les Anglais ; puis , refermer le cylindre par une seconde bourre qu'on fixe en place à la colle forte. C'est de la sorte qu'on obtiendra des cartouches dont les portées rivaliseront, à peu de chose près, avec celles des cartouches de MM. Eley; cependant, nous ne cacherons pas qu'il arrive fréquemment qu'elles font balles ». 

« Une cheminée plus ferle et plus longue serait préférable pour cette arme, la cheminée militaire par exemple ; on pourrait aussi se servir d'une canarilière à charger parla culasse du syslème de l'armée Norvégienne, sauf à lui donner des dimensions convenables pour cette chasse ».
Concernant le décor et les ornementations appropriées, Mangeot juge « l'oie, le cygne, le canard, le flamand et les oiseaux aquatiques" appropriés au décor d'une canardière ».

### Interdiction
Ce type de chasse est industriel et pose le problème d'être non discriminante (entre les proies femelles et mâles, adultes et jeunes) c'est pourquoi, après la diffusion des canardières, les populations d'animaux sauvages ont très rapidement diminué, et la canardière est interdite aux États-Unis progressivement de 1860 à 1918. 
À partir de 1942 elle est partiellement autorisée de nouveau aux États-Unis pour les particuliers, mais pas pour les chasseurs professionnels. 
Au Royaume-Uni elle reste autorisée pour la famille royale qui l'utilise une fois par an lors de cérémonies pour que l'usage ne soit pas interrompu.
En France, à titre d'exemple dans le département de la Côte-d'Or la chasse était au XIXe siècle, en 1844 permise du 1er août au 1er avril, "avec fusil et canardière", mais hors du "temps de chasse ordinaire", il y était "interdit de descendre des barques pour tirer" ; et en Alsace, il existait des étangs totalement clos et munis d’un système de canaux et de filets qui conduisaient inexorablement les oiseaux vers la canardière.

### bibliographie
- Mangeot H (1857) Traité du fusil de chasse et des armes de précision... Ed : C.H Tanera (Nouvelle édition, 347 pages).